# Тар'я Турунен
Та́р'я Со́йле Су́санна Ту́рунен Каб́улі (нар. 17 серпня 1977, Кітее, Фінляндія) — фінська симфо-метал співачка, авторка пісень, композиторка й піаністка. Одна з найвідоміших співачок у жанрі симфонічного металу. Вокальний діапазон її сопрано становить три октави. Академічний вокал Тар'ї надавав музиці гурту Nightwish унікальне звучання. 21 жовтня 2005 року покинула Nightwish і почала сольну кар'єру.

## Біографія
Пристрасть до музики виникла у Тар'ї у 6 років, тоді вона почала вивчати основи оперного співу, а вже у 18 вступила до академії імені фінського композитора Яна Сібеліуса у містечку Куопіо.

### Кар'єра в Nightwish
У цей час однокласник Тар'ї Туомас Холопайнен запросив молоду вокалістку до свого нового музичного проєкту. Так розпочалася історія гурту Nightwish.
Перший демо-запис нового фінського колективу вийшов у 1996 році, після чого гурт помітила компанія «Spinefarm Records» і уклала з музикантами контракт. Назва дебютної платівки — Angels Fall First, її реліз відбувся у 1997 році. Музика, записана на диску, стала справжнім шедевром, оскільки вперше поєднала хеві-метал із класичним оперним вокалом.
Турунен починає працювати одночасно у двох напрямках: перший — це гурт Nightwish, другий — Savonlinna Opera Festival Choir, де виконує арії Вагнера та Верді. Це стало початком тривалої кар'єри Турунен, яка розвивалася на межі таких різних стилів до тих пір, поки публіка не визнала єдності класики та металу.
Оперний дебют супроводжувався виходом платинового альбому групи Nightwish — Oceanborn (1998), який містив такі нетлінні хіти, як Sleeping Sun та кавер на головну тему мультфільму «Snowman» — Walking In The Air.
У цей період обличчя Тар'ї Турунен з'явилося на перших шпальтах практично усіх визначних світових музичних видань. Норвегія, Іспанія, Бразилія, Німеччина, Франція, Нідерланди, Бельгія, Фінляндія, Швеція, Росія та Аргентина — ось далеко не повний перелік країн, видавництва яких багато разів робили Турунен обличчям номерів своїх видань. Окрім цього, журнали у цих країнах, такі як Scream Magazine, Roadie Crew, Inferno, Rumba, Sue, Metallian, Blue Wings, Iltalehti, Metal Hammer, Rock Hard, Metal Heart, Aardschok, Epopeya, Rock Brigade, Heavy Oder Was!?, Hell Awaits, Flash, Legacy Magazine, Orkus, Rock Tribune, Close Up Magazine, Hard N'Heavy, Maelmstron і Rockcor, завжди були готові опублікувати інтерв'ю та матеріали про незрівнянну вокалістку.
У багатьох статтях Тар'ю називали найкращою серед різних виконавців, особливо це стосується видань, які виходили у її рідній країні. 2002 року у щорічному опитуванні газети «Soundi» читачі обрали саме Турунен переможицею у двох головних номінаціях: «Найкращий фінський вокаліст року» та «Найкраща людина року».
Попри успішнішу кар'єру у Nightwish, Турунен не кинула займатись сольною творчістю. 1999 року вона солювала у балетній постановці фінського національного Дому Опери «Evankeliumi». Режисерами та авторами шоу виступили: фінський балетмейстер Йорн Утінен та Кяртсі Хатакка, лідер гурту «Waltari». 2000 року, великою мірою завдяки Тар'ї, колектив Nightwish потрапляє національного відбору Фінляндії до пісенного конкурсу Євробачення 2000, де, попри впевнене лідерство за голосами телеаудиторії, займає друге місце у фіналі відбору заявдяки низьким оцінкам суддів.
Однак це не стало першою для Тар'ї появою на телебаченні, оскільки до цього вона брала учать у таких програмах як Lista Yle TV, Kokkisota MTV3, Hotelli Sointu TV1, Vaarallinen Risteys MTV3, Huomenta Suomi MTV3 та Jyrki MTV3.
У травні 2000 року виходить третій альбом Nightwish — Wishmaster, якому за декілька тижнів вдалося вийти на перші позиції світових чартів, а у Фінляндії навіть завоювати платиновий статус. За весь час платівка була розпродана загальним тиражем 150 000 копій в усьому світі. 2000 рік був дуже важким як для Тар'ї, так і для команди, через безперервні гастролі Європою, Фінляндією, Південною Америкою та Канадою. Окрім того, набагато більше країн просто благали колектив про виступ, але гурт фізично не міг задовольнити всі потреби. За мотивами туру в 2001 році у фінському клубі «Pakkahuone», Тампере, відбувся запис першого DVD в підтримку альбому, який пізніше вийшов під назвою From Wishes To Eternity.
У різних країнах світу «Spinefarm Records» видавала цей запис на VHS/DVD носіях, з бонус CD диском для фінських шанувальників. Однак всі ці версії, попри відмінності в форматах запису, продавались величезним накладом і отримали у Фінляндії та Німеччині золотий статус.
Перед представленням публіці нового альбому музиканти вирішили випустити міні-диск Over the Hills and Far Away (2001), що швидко розпродався, отримав у Фінляндії спочатку «платину», а потім і «подвійну платину». Маючи такий успіх, гурт Nightwish розпочав роботу над четвертим альбомом — Century Child, а Турунен вирішила закінчити власну музичну освіту, вступивши до музичного університету міста Карлсруе (Німеччина).
Навчальний графік був украй напруженим, але Турунен усе-таки знайшла час не тільки на запис основного вокалу для «Century Child», але й на роботу з аргентинським музикантом Бето Вазкесом та його триб'ютним релізом «Infinity» (2001), який у підсумку став успішним та виданий у багатьох країнах: на Далекому Сході, у Росії, Південній Америці та Європі. Багато в чому таку популярність триб'ют отримав завдяки імені Тар'ї Турунен.
Після декількох сольних концертів у Німеччині, Тар'я здійснює невеликий тур країнами Південної Америки, Чилі та Аргентиною, де виступає разом з класичним тріо «Noche Escandinava». До складу цієї команди увійшли видатні музиканти: Маржут Паавілайнен, Інгвілд Стормхауг та Ізумі Кавакатзу.
У 2005 році Тар'я Турунен звільнена з Nightwish за звинуваченням в егоїзмі та скупості.

### Сольна кар'єра
Після вибуття з гурту Турунен їде до Аргентини, де зустрічає багато фанів, що благали її повернутися на сцену. Згодом починає виступати з фолковими піснями. 2006 рік у творчості співачки можна назвати «роком розквіту» в плані опери та фолку: вона записує альбом «Henkäys Ikuisuudesta», з яким виступає у Фінляндії, країнах центральної Європи, Балканських країнах; також продовжує виступи на Savonlinna Opera Festival. Цього ж року виступає на вручені премії MTV з піснею «Musik of the night».
У 2007 році випускає перший сольний симфо-метал альбом «My Winter Storm», редагований та доповнений у 2008 та 2009 роках. У цьому ж році випускає свій сингл «I Walk Alone». «My Winter Storm» став дебютним, до нього увійшли найкращі пісні співачки, з ним вона відвідала столиці усіх міст Європи, а також РФ та багатьох столиць країн Латинської Америки.

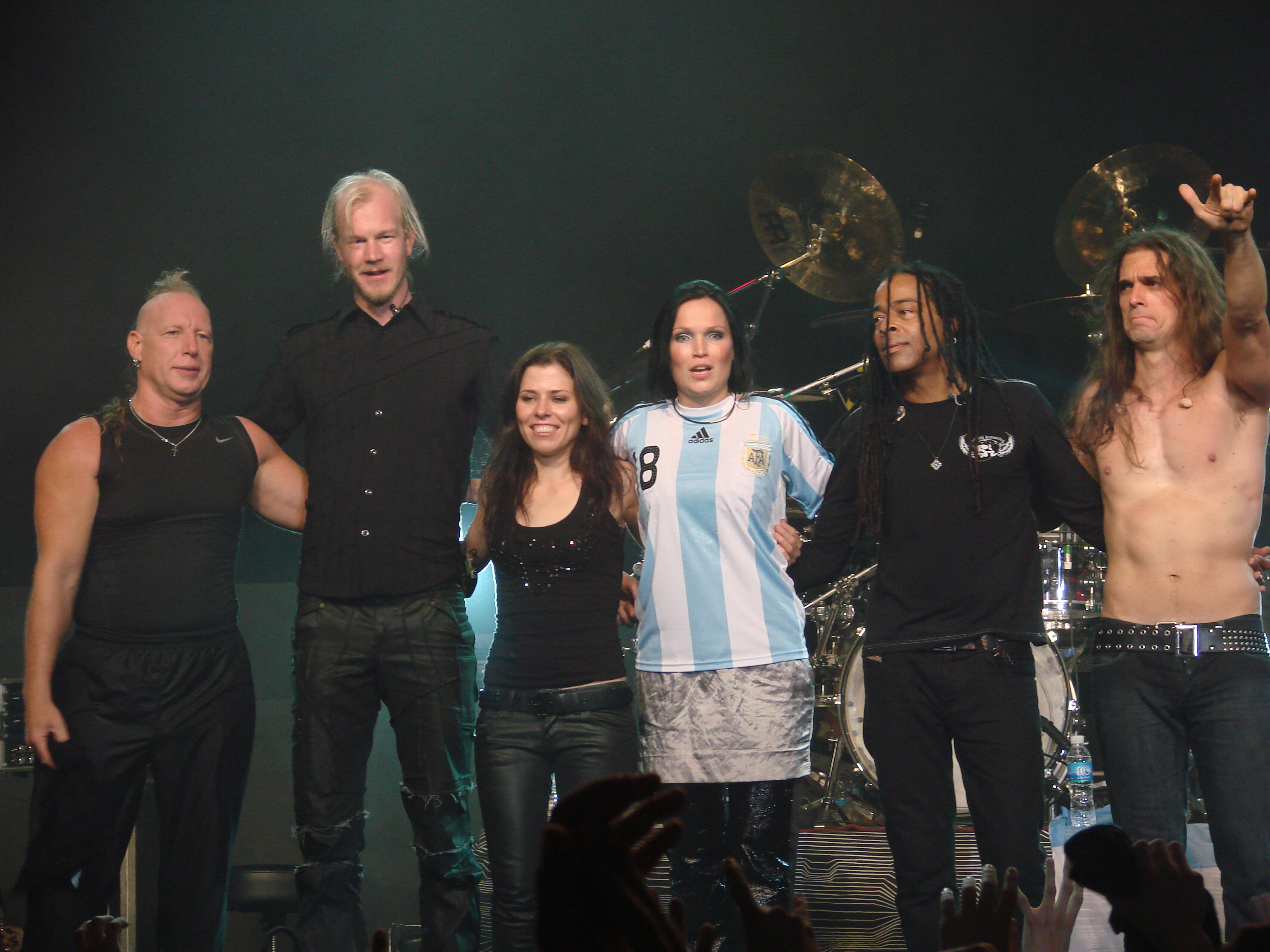
Тар'я Турунен зі своїм гуртом у Буенос-Айресі, Аргентина, 6 вересня 2008

У 2008 році Турунен випускає демо-альбом «Die Alive», а також альбом «The Seer» з записами пісень наживо та невідомими версіями пісень з альбому «My Winter Storm», а також пісню «The Seer» разом з Доро Пеш. Виступає на Queens of the Symphonic Metal разом із Doro.
9 травня 2008 року Тар'я розпочала світове турне в підтримку альбому. 3 листопада цього ж року вона вперше відвідала Київ, де дала сольний концерт в ЦКМ НАУ. Виконавиця відзначила під час виступу, що ніколи не забуде цей виступ і невдовзі приїде знову. І дійсно, за рік Турунен виступила на київському фестивалі Global East.
У 2009 році випускає демо-альбом «Enough». Далі співпрацює з групою Doro Pesch і випускає у світ другу спільну з ними пісню «Walking with the angels», з якою у 2009 році виступає на Queens of the Symphonic Metal. Пісня стає хітом. Цього ж року здійснює тур слов'янськими країнами, зокрема, дає концерт у Києві.
2010 рік у житті Турунен розпочинається допомогою при записі альбому «Sting In The Tail» Scorpions. На початку лютого Тар'я розпочала роботу над другим сольним альбомом «What Lies Beneath». До роботи над цим альбомом були залучені відомі музиканти, серед яких Філ Лабонт, Віл Келхун, Джо Сатріані, а також її гурт. Альбом було записано на «Petrax Studio» в Холола, Фінляндія. Тар'я займалась продюсуванням альбому, писала пісні, а також партії фортепіано. Після випуску альбому поїхала в тур. Однією з перших країн, які Тар'я відвідала з новим альбомом, була Україна. Концерт знову відбувся в ЦКМ НАУ. Турне триватиме до квітня 2012 року. Також у 2010 році вона підтримала Еліса Купера на німецькій частині його туру «Театр смерті».
17 липня 2011 року вона знову заспівала на оперному фестивалі в Савонлінна разом з Хосе Курою у супроводі симфонічного оркестру Куопіо.
У березні 2012 року здобула титул «Найкраща виконавиця кросовера в Європі», набравши понад 100 000 голосів.
Вдруге Україну Тар'я Турунен відвідала 2 лютого 2012 року, виступивши у ЦКМ НАУ. За станом здоров'я вона ледь могла говорити, але відспівала концерт для фанів.
У травні 2013 року Турунен оголосила назву свого 4 сольного альбому «Colours in the Dark», який вийшов 30 серпня. 31 травня пісня «Never Enough» вийшла як тизера. У вересні стало відомо, що Турунен виступить як запрошена вокалістка на заголовному треку і відеокліпі мініальбому «Paradise» гурту «Within Temptation», який вийшов 27 вересня.
У січні 2014 року Турунен повідомила у своєму блозі, що незабаром повернеться до студії та запише вокал для кількох пісень свого проєкту «Outlanders» разом з Торстеном Стенцелем і Вальтером Джардіно.

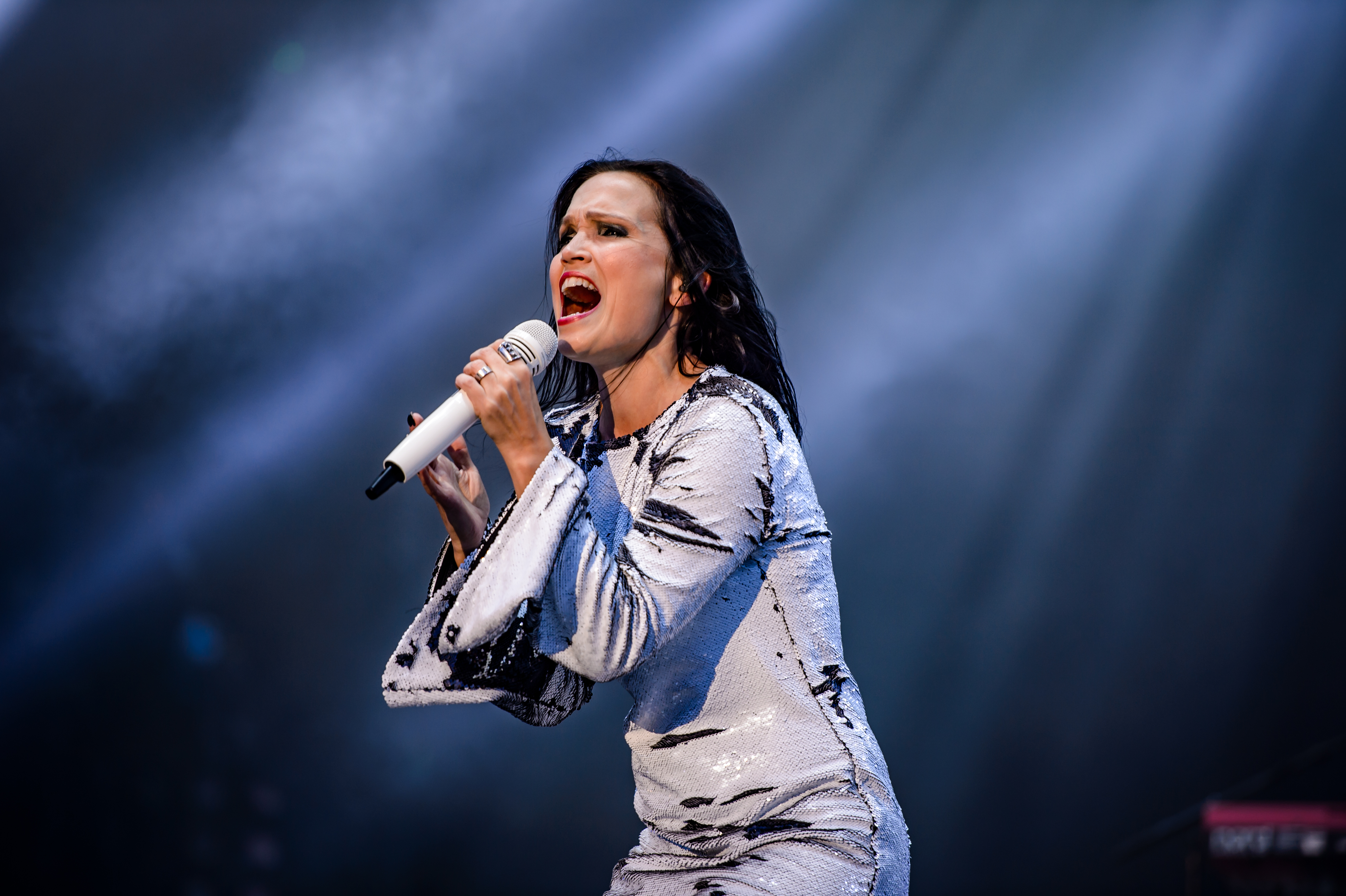
Wacken Wacken Open Air 2016

У травні 2014 року вийшов DVD «Beauty and the Beat», що містить живі записи з 3 концертів у рамках світового турне «Beauty and the Beat». На DVD Тар'я виступає наживо з симфонічним оркестром, хором і Майком Терраною на барабанах. Серед пісень — «Song to the Moon» Антоніна Дворжака з «Русалки» та «Kashmir» «Led Zeppelin», а також жива версія рідко виконуваної пісні «Swanheart» з альбому «Nightwish» 1998 року «Oceanborn». У липні того ж року вийшов мініальбом «Left in the Dark», що містив альтернативні версії з альбому Тар'ї «Colours in the Dark», а також студійну версію пісні «Into the Sun».
17 жовтня 2015 року Тар'я виконала дві нові пісні зі свого майбутнього альбому, «No Bitter End» і «Goldfinger», остання є кавером на пісню Ширлі Бессі з однойменного фільму про Джеймса Бонда.
Тар'я оголосила, що випустить новий альбом влітку 2016 року. Вона пояснила, що «знову наполегливо працювала з Тімом Палмером над створенням найважчого звучання у своїй кар'єрі для свого четвертого рок-альбому». Вона також пояснила, що альбом буде йти тими ж слідами, що й інші її альбоми, але з новою душею і зростанням. Потім на її офіційному каналі YouTube був опублікований тизер з уривками двох пісень. 14 березня 2016 року Тар'я оприлюднила назву і обкладинку свого нового альбому «The Shadow Self».
7 квітня Тар'я оголосила про запланований на 3 червня реліз «The Brightest Void» — «приквела» «The Shadow Self»; «The Brightest Void» містить пісню «No Bitter End», що також увійшла до «The Shadow Self», дует з Within Temptation «Paradise (What About Us?)» і кілька каверів.
Реліз The Shadow Self відбувся 5 серпня 2016 року головним синглом став трек «Innocence».
17 листопада 2017 року Тар'я випустила «From Spirits and Ghosts (Score for a Dark Christmas)», свій другий класичний різдвяний альбом. Разом з виходом альбому вийшов і перший графічний роман Тар'ї Турунен, «From Spirits and Ghosts (Novel for a Dark Christmas)». 40-сторінковий роман розповідає про світ темного Різдва за сценарієм Пітера Роджерса із супровідними малюнками Конора Бойла.
27 липня 2018 року Тар'я випустила концертний альбом і DVD «Act II», записаний під час концерту 29 листопада 2016 року у Театрі делла Луна у Мілані під час світового турне «The Shadow Shows».
30 серпня 2019 року вийшов альбом «In the Raw». Для нього Тар'я Турунен об'єднала зусилля з іншими вокалістами в стилі хеві-метал, як-от Бйорн Стрід, Томмі Каревік і Крістіна Скаббія, додавши в альбом вокальні колаборації з ними.
19 червня 2021 року Тар'я оголосила про вихід у жовтні 2021 року книги «Singing in My Blood», в якій вона розповість історію свого музичного життя.
Наприкінці 2021 року Тар'я запустила десятирічний проєкт під назвою «Outlanders», який поєднує її вокал з електронними бітами, а також запрошених артистів, як-от гітарист гурту «Yes» Тревор Рабін і джазовий гітарист Ел ді Меола. В інтерв'ю 15 серпня 2022 року Тар'я підтвердила, що не тільки працює над двома альбомами, але й заявила, що новий альбом вийде наприкінці 2022 року.
2 грудня 2022 року випустила свій перший альбом-компіляцію «Best of: Living the Dream» у багатьох форматах, щоб відсвяткувати свою 15-річну сольну кар'єру. Пізніше вона оголосила про початок туру «Living the Dream Tour 2023» на підтримку збірки, з першими виступами у США.

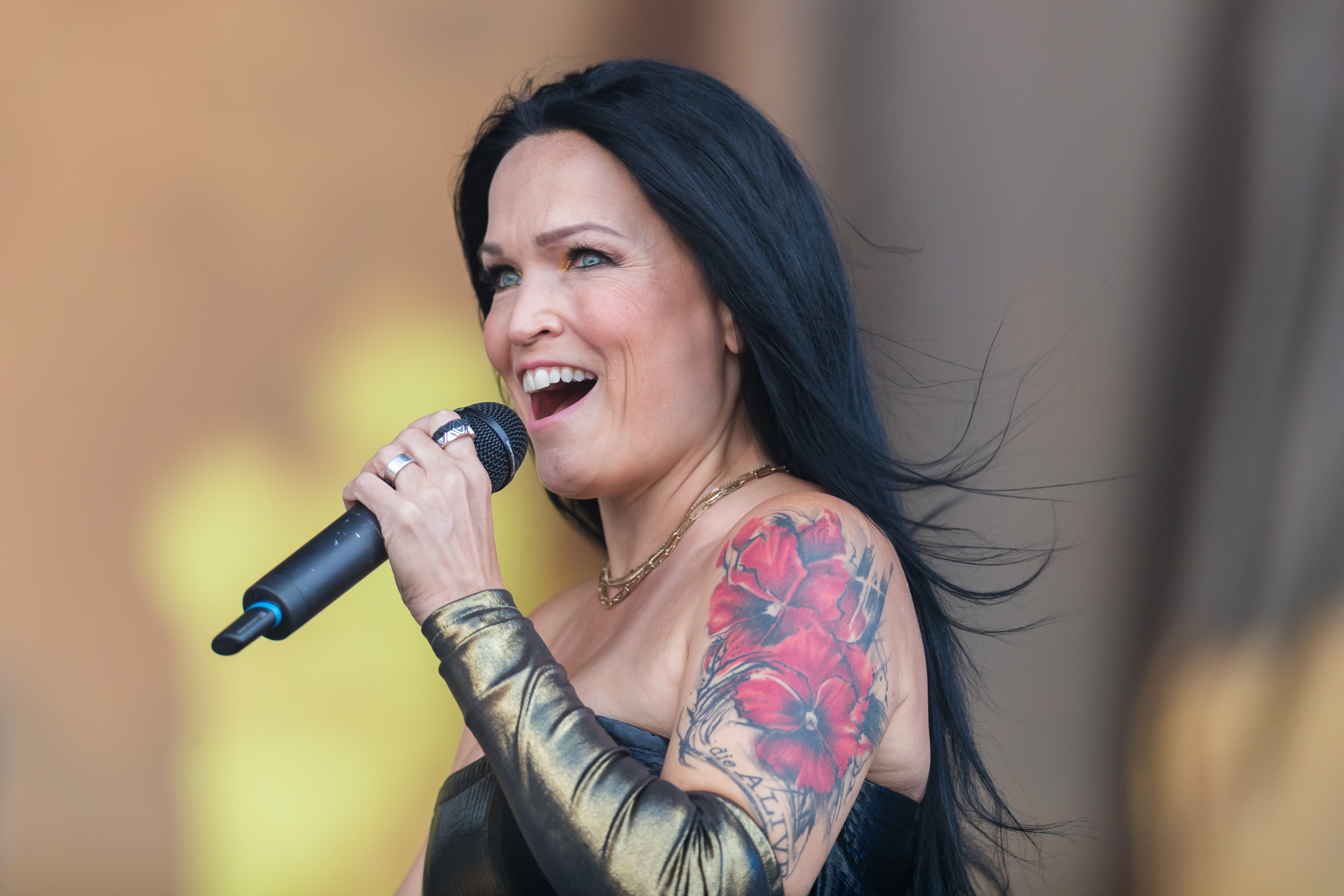
Тар'я Турунен на Wacken Open Air, 2022

14 червня 2023 року Тар'я анонсувала свій наступний концертний альбом «Rocking Heels: Live at Metal Church». Він вийшов 11 серпня 2023 року під лейблом earMUSIC і став першим випуском концертної серії «Rocking Heels». Альбом містить живі записи її приватного виступу, який відкривав Wacken Open Air у 2016 році, кілька каверів, зокрема «Numb» гурту «Linkin Park» і «The Unforgiven» гурту «Metallica», а також власну оригінальну музику Тар'ї та кавер на «Nightwish». Перший сингл «Numb» вийшов 14 червня 2023 року, а другий сингл «Alias» — 30 червня 2023 року. Третій сингл «The Unforgiven» вийшов 28 липня 2023 року.
23 червня 2023 року Тар'я та EDM-продюсер Торстен Стенцель випустили свій дебютний студійний альбом під псевдонімом Outlanders.
1 листопада 2023 року Тар'я анонсувала свій третій різдвяний альбом «Dark Christmas», який вийшов 10 листопада 2023 року.
24 cічня 2024 року Тар'я оголосила, що розпочинає турне країнами Латинської Америки разом з Марко Гієтала.
13 березня 2024 року разом з Марко випустили кліп на пісню "Left On Mars".

## Дискографія

### У складіNightwish
- Angels Fall First (1997, Spinefarm)
- Oceanborn (1998, Spinefarm)
- Wishmaster (2000, Spinefarm)
- Century Child (2002, Spinefarm)
- Over the Hills and Far Away (2001)
- Once (2004, Nuclear Blast)

### Сольні проєкти
- Yhden enkelin unelma[en] (2004)
- You Would Have Loved This (EP)[en] (2006)
- Henkäys Ikuisuudesta (2006)
- I Walk Alone (EP) (2007)
- My Winter Storm (2007)
- Die Alive (EP) (2008)
- The Seer (EP) (2008)
- Enough (2009)
- What Lies Beneath (2010)
- Act I: Live in Rosario (2012)
- Colours in the Dark (2013)
- The Shadow Self (2016)
- In the Raw (2019)
- Dark Christmas (2023)